# Kataja
Kataja este o arie protejată (arie specială de conservare — SAC, sit de importanță comunitară — SCI) din Suedia întinsă pe o suprafață de 65,7 ha, integral pe uscat.

## Localizare
Centrul sitului Kataja este situat la coordonatele 65°42′23″N 24°09′05″E / 65.7064°N 24.1515°E.

## Înființare
Situl Kataja a fost declarat sit de importanță comunitară în mai 2006 pentru a proteja 1 specie de plante. Situl a fost protejat și ca arie specială de conservare în ianuarie 2014.

## Biodiversitate
Situată în ecoregiunile boreală și marină baltică, aria protejată nu include niciun habitat protejat.
La baza desemnării sitului se află o specie protejată de  plante: Primula nutans